# 路面店
路面店（ろめんてん）は、入り口が道路に面している店舗のこと。建物の1階（または平屋）にある。対義語として建物の2階以上にある店舗を空中店舗（階上店舗）と呼ぶ。
高層建築が一般化する前の昔の商店はみなこの形態であったため、わざわざ「路面店」と呼ばれることはなかったが、百貨店やショッピングセンター、テナントビル内に出店する形態が増えたことから「路面店」という言葉ができた（レトロニム）。

なお「ロードサイド店舗」も「道路に面した店舗」という言葉であるが、鉄道駅周辺（レールサイド）や商店街ではなく、駅前から離れた幹線道路沿いに位置し、自家用車で行くことを前提とした立地の郊外型店舗を指す言葉であり、「路面店」とは意味合いが全く異なる。

## メリットとデメリット
路面店には、店舗側としては以下のメリットとデメリットがあるとされる。
メリット
- 地階や2階以上のビルイン型店舗に比べ、客が入りやすい。
- 歩行者の目線と同じ高さに店舗があるため、看板を設置しても相対的に視認性が高くなる。
- ガラス張りの店舗では、店内に集まっている客が宣伝広告の役割も果たす。

デメリット
- 人目に付きやすく集客力も高い分、同じビルなら2階以上や地下と比べ、賃料が高めに設定されることが多い。